# 우륵박물관
우륵박물관은 경상북도 고령군에 있는 공립 박물관이다.

## 연혁
- 2006년 3월 31일 우륵박물관 개관.
- 2017년 8월 25일 우륵박물관 1종 전문박물관 등록(경북-공립12-2017-03호).